# Koji Tanaka
Koji Tanaka, född 2 november 1955 i Saitama prefektur, Japan, är en japansk tidigare fotbollsspelare.